# Gymnoscelis nigrostriata
Gymnoscelis nigrostriata är en fjärilsart som beskrevs av Karl Dietze 1910. Gymnoscelis nigrostriata ingår i släktet Gymnoscelis och familjen mätare. Inga underarter finns listade i Catalogue of Life.